# Walter Samuel
Walter Adrián Samuel (* 23. März 1978 in Laborde, Provinz Córdoba) ist ein ehemaliger argentinischer Fußballspieler und jetziger Fußballtrainer. Er verbrachte den Großteil seiner Karriere bei Inter Mailand.

## Vereine
Der Abwehrspieler, der von seinen Fans Il Muro (Die Mauer) genannt wird, begann seine Karriere im Jahre 1996 wie Gabriel Heinze bei den Newell’s Old Boys. 1997/98 wechselte er zu den Boca Juniors. Mit diesem Verein gewann er 1998 die Apertura- und 1999 die Clausura-Meisterschaft sowie 2000 den wichtigsten südamerikanischen Vereinswettbewerb – die Copa Libertadores.
Im Juli 2000 wechselte er für 23 Millionen Euro nach Italien und unterzeichnete einen Vertrag bei der AS Rom. Durch seine starken und konstanten Leistungen verhalf er den Römern in seiner ersten Saison zum dritten Meistertitel in ihrer Vereinsgeschichte. Im Jahre 2004 spielte er für ein Jahr bei Real Madrid und kehrte danach nach Italien zurück, wo er beim Traditionsverein Inter Mailand einen Vertrag unterschrieb.
In der Saison 2009/10 bildete Samuel zusammen mit dem Brasilianer Lúcio den Stamm der Innenverteidigung von Inter Mailand und hatte so maßgeblichen Anteil daran, dass die Nerazzuri als erster italienischer Verein das sogenannte Triple gewinnen konnte. Für seine Saisonleistungen wurde er im Januar 2011 gemeinsam mit Giorgio Chiellini von Juventus Turin zum Serie-A-Verteidiger des Jahres gewählt. Am 11. Mai 2012 verlängerte Samuel seinen Vertrag bei Inter Mailand um ein weiteres Jahr bis zum 30. Juni 2013. Am 13. Juni 2013 erfolgte eine Verlängerung um ein weiteres Jahr.
Seine Bilanz mit Inter Mailand liest sich eindrücklich. Mit diesem Verein gewann Samuel 2006 und 2008 den Supercup; 2006, 2010 und 2011 die Coppa Italia; 2006, 2007, 2008, 2009 und 2010 die italienische Meisterschaft sowie 2010 die Champions League.
Nachdem der Vertrag mit Inter Mailand ausgelaufen war, wechselte Samuel ablösefrei zur Saison 2014/15 zum FC Basel in die Schweizer Super League. Der 36-Jährige erhielt dort einen Einjahresvertrag, der am 18. Juni 2015 um ein weiteres Jahr verlängert wurde. Sein Debüt für den neuen Verein gab er am 7. Spieltag beim 3:1-Heimsieg gegen den BSC Young Boys, bei welchem er in der Startelf stand und über 90 Minuten durchspielte. Für den FC Basel war die Spielzeit 2014/15 sehr erfolgreich. Das Team beendet den Fußballmeisterschaft 2014/15 zum 18. Mal als Meister (zum 6. Mal in Folge) mit 12 Punkten Vorsprung auf den 2. Platzierten BSC Young Boys und 25 Punkten Vorsprung auf den 3. Platzierten FC Zürich. Basel stand wiederholt im Final des Schweizer Cups, welcher aber gegen FC Sion 0:3 verloren ging. In der 2014/15 Champions League Saison avancierte Basel bis in den Achtelfinals. Während der Spielzeit 2014/15 bestritt der FC Basel insgesamt 65 Partien (36 Meisterschaft, 6 Cup, 8 Champions League und 15 Testspiele). Unter Trainer Paulo Sousa hatte Samuel insgesamt 26 Einsätze, davon 13 in der Super League, 1 im Cup, 4 in der Champions League, sowie 8 in Testspiele.
Samuel verkündete während der Saison 2015/16, dass er am Ende der Saison seine Karriere beenden wird. Unter Trainer Urs Fischer gewann Samuel am Ende der Saison 2015/16 den Schweizer Meistertitel zum zweiten Mal mit dem FCB. Für den Club war es der 7. Titel in Serie und der insgesamt 19. Titel in der Vereinsgeschichte.

## Nationalmannschaft
Mit der Jugendauswahl der argentinischen Nationalmannschaft gewann Samuel unter anderem die Junioren-Fußballweltmeisterschaft 1997 in Malaysia. Sein erstes Spiel in der argentinischen A-Nationalmannschaft bestritt er am 3. Februar 1999 gegen Venezuela.
Samuel absolvierte 56 A-Länderspiele für sein Land. Dabei nahm er unter anderem an der Copa América 1999, der Fußball-Weltmeisterschaft 2002 und am Konföderationen-Pokal 2005 teil. Für die Fußball-Weltmeisterschaft 2006 wurde er nicht berücksichtigt. Im Mai 2010 wurde er von Diego Maradona in den Kader für die Weltmeisterschaft in Südafrika berufen. Er bestritt aber nur zwei Spiele, da er sich während seines zweiten Auftritts verletzte.

## Trainerkarriere
Von November 2016 bis Juni 2017 war Samuel Co-Trainer bei seinem Ex-Klub Inter Mailand. Anschließend wurde er Co-Trainer beim FC Lugano. Im August 2018 wechselte er als Co-Trainer in das Trainerteam der argentinischen Fußballnationalmannschaft unter Lionel Scaloni.

## Erfolge
als Spieler
Boca Juniors
- Argentinischer Meister: 1998 (Torneo Apertura), 1999 (Torneo Clausura)
- Copa Libertadores: 2000

AS Rom
- Italienischer Meister: 2001

Inter Mailand
- Italienischer Meister: 2006*, 2007, 2008, 2009, 2010
- Italienischer Supercupsieger: 2001, 2006, 2008, 2010
- Italienischer Pokalsieger: 2006, 2010, 2011
- Champions-League-Sieger: 2010
- Klub-Weltmeister:2010

* zuerkannt infolge des italienischen Fußball-Skandals 2005/06
FC Basel
- Schweizer Meister: 2015, 2016

Nationalmannschaft
- Junioren-Fußballweltmeisterschaft: 1997

als Trainer bzw. Co-Trainer
Argentinische Nationalmannschaft
Weltmeister: 2022

## Auszeichnungen
- Serie A Verteidiger des Jahres: 2010*

* gemeinsam mit Giorgio Chiellini von Juventus Turin

## Privates
Samuel ist verheiratet und Vater von drei Kindern. Er besitzt neben der argentinischen auch die italienische Staatsbürgerschaft.